# 494 aC
El 494 aC va ser un any del calendari romà pre-julià. A l'Imperi Romà es coneixia com l'any del Consolat de Celiomontà i Cicurí (o també any 260 ab urbe condita). La denominació 494 aC per a aquest any s'ha emprat des de l'edat mitjana, quan el calendari Anno Domini va ser el mètode prevalent a Europa per a anomenar els anys.

## Esdeveniments

### Grècia
- El rei d'Esparta, Cleòmenes I infligeix una severa derrota a la ciutat d'Argos en la batalla de Sepeia, prop de Tirint. Els esclaus d'Argos prenen Tirint, que es va declarar ciutat lliure, i també ho va fer Micenes.[2]
- Histieu, tirà de Milet, va ocupar Quios quan el sàtrapa Artafernes va prendre Milet. Histieu va perdre gran part de les seves forces en la batalla de Lade. També va ocupar Tasos, però llavors va arribar la flota fenícia que de Milet es dirigia cap al nord de Jònia i Eòlia. Histieu va baixar per la costa oposada i va assolar la plana de Caicus i Atarneu però va ser derrotar i fet presoner per les tropes de cavalleria dirigides pel general Hàrpag.[3]
- La batalla de Lade va posar fi a la Revolta Jònica.[4]

### Imperi Persa
- Els dirigents perses Artafernes i Mardoni, acabada la Revolta Jònica, van atacar les ciutats de la Jònia amb conseqüències terribles. Ningú no es va oposar a l'avanç de les tropes de Darios que va ocupar les ciutats sistemàticament fins a finalitzar la seva campanya l'any 492 aC.[5]
- Els perses cremen el temple d'Apol·lo a Dídima. Després de la Revolta Jònica i la presa de Milet els vencedors van arribar al temple i a l'oracle i el van saquejar i cremar i els branquides (descendents de l'endeví Brancos) es van exiliar a la Sogdiana.[6]

### Itàlia
- Anaxilau, tirà de Règion, va prendre el poder, just quan els samis i altres jonis fugitius es van apoderar de Zancle. Anaxilau no va tardar a expulsar-los, la va repoblar amb nous colons i va canviar el nom de la ciutat, a la que va anomenar Messene, segons Heròdot i Tucídides.[7][8]

### República Romana
- Aulus Virgini Tricost Celiomontà i Tit Veturi Gemin Cicurí són elegits cònsols a Roma.
- Aquell any la plebs va fer secessió (Secessio plebis) i es va refugiar al mons Sacer. Aquest fet va motivar l'establiment del tribunat de la plebs. Cicurí va ser enviat contra els eqües aquell mateix any, quan van envair territori llatí, però els eqües es van retirar a la seva arribada i es van refugiar a les muntanyes. Celiomontà, abans de la secessió, va lluitar contra els volscs als que va derrotar en una batalla i els va ocupar una de les seves principals ciutats, Velitres. Va ser un dels deu enviats pel senat per negociar amb els plebeus revoltats.[9]
- Després del conflicte dels Ordres, l'inici de les lluites entre patricis i plebeus, i de la Secessio plebis, es va crear la magistratura de l'edil plebeu, que era l'ajudant, en un principi, del Tribú de la plebs.[10]
- Luci Albini va ser un dels primers tribuns de la plebs.[11]

## Necrològiques
- Histieu, tirà de Milet. Va ser fet presoner per les tropes de cavalleria dirigides pel general Hàrpag. L'haurien mort al moment si no hagués cridat que era Histieu de Milet amb l'esperança de salvar la vida, però Artafernes el va fer empalar i va enviar al rei el seu cap. Darios el va fer enterrar honorablement i va amonestar als seus oficials per haver mort «l'home que havia salvat el seu exèrcit i el mateix rei», segons diu Heròdot.[3]